# Gräfendhron

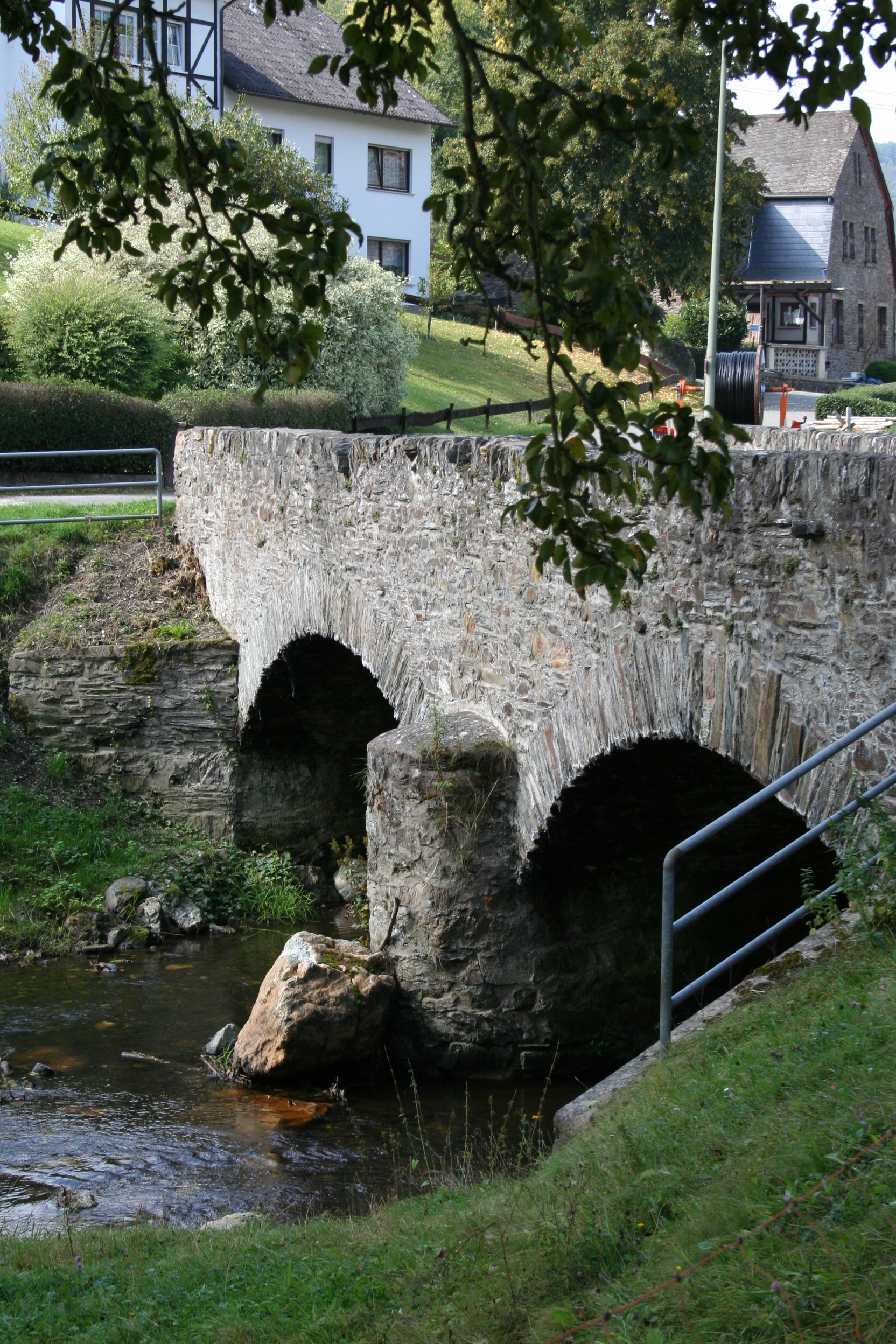
Brücke über die Dhron

Gräfendhron im Hunsrück ist eine Ortsgemeinde im Landkreis Bernkastel-Wittlich in Rheinland-Pfalz. Sie liegt im Dhrontal und gehört der Verbandsgemeinde Thalfang am Erbeskopf an.

## Geschichte
Gräfendhron, an der römischen Ausoniusstraße gelegen, wird am 3. Mai 1255 erstmals urkundlich erwähnt, als Nikolaus, Vogt zu Hunolstein, seiner Gemahlin Beatrix einen Hof zu Drogene als Witwensitz vermacht. Durch die Wirren der Französischen Revolution kam Gräfendhron 1798 unter französische Herrschaft und wurde 1815 Teil des Königreichs Preußen. Seit 1946 ist er Teil des damals neu gebildeten Landes Rheinland-Pfalz. Seit der kommunalen rheinland-pfälzischen Verwaltungsreform von 1969 gehörte der Hunsrückort zur Verbandsgemeinde Thalfang am Erbeskopf.
Einwohnerentwicklung
Die Entwicklung der Einwohnerzahl von Gräfendhron, die Werte von 1871 bis 1987 beruhen auf Volkszählungen:
| Jahr | Einwohner |
| 1815 | 127       |
| 1835 | 211       |
| 1871 | 199       |
| 1905 | 161       |
| 1939 | 132       |

| Jahr | Einwohner |
| 1950 | 138       |
| 1961 | 136       |
| 1970 | 122       |
| 1987 | 109       |
| 2005 | 116       |

## Politik

### Gemeinderat
Der Gemeinderat in Gräfendhron besteht aus sechs Ratsmitgliedern, die bei der Kommunalwahl am 9. Juni 2024 in einer Mehrheitswahl gewählt wurden, und der ehrenamtlichen Ortsbürgermeisterin als Vorsitzender.

### Bürgermeister
Isabel Meyer wurde am 29. August 2024 Ortsbürgermeisterin von Gräfendhron. Da bei der Direktwahl am 9. Juni 2024 kein gültiger Wahlvorschlag eingereicht wurde, oblag die Neuwahl des Bürgermeisters gemäß rheinland-pfälzischer Gemeindeordnung dem Rat, der sich auf seiner konstituierenden Sitzung einstimmig für Isabel Meyer entschied.
Meyers Vorgänger Hans-Günther Steinmetz hatte das Amt 2007 als Nachfolger von Herbert Züscher übernommen. Zuletzt bei der Direktwahl am 26. Mai 2019 war er mit einem Stimmenanteil von 60,0 % für weitere fünf Jahre in seinem Amt bestätigt worden. Bei der Wahl 2024 trat er nicht erneut an.

## Wirtschaft
Gräfendhron ist eine ländliche Wohngemeinde mit Kleingewerbe für den örtlichen Bedarf.